# Condado de San Javier y Casa Laredo
El Condado de San Javier y Casa Laredo es un título nobiliario español creado el 28 de mayo de 1763 con el vizcondado previo de Santiago en favor de Francisco Ventura Remírez de Laredo, capitán general de los Ejércitos del Perú. El título había sido otorgado a Remírez de Laredo por el virrey conde de Superunda y fue confirmado por Carlos III en 1763.

## Condes de San Javier y Casa Laredo
- I conde: Francisco Buenaventura Remírez de Laredo y Torres (Trujillo, Perú, 1705-Lima, 1783).

1. Casado con Francisca Xaviera Calvo de Encalada. Le sucedió su hijo:

- II conde: José Pío Ventura Remírez de Laredo y Encalada  1747- f. naufragio de San Pedro Alcántara, 1786)

1. Casado con Josefa Baquíjano y Carrillo de Córdova, hija del I conde de Vistaflorida. Le sucedió su hermano:

- III conde: Gaspar Remírez de Laredo y Encalada (Santiago, 1749-Bellavista, Callao, 1831).

1. Casó con Rosa Manrique de Lara y Carvajal Vargas, hija del III marqués de Lara.
2. Casó con Josefa Rosalía Sánchez de Dueñas y Daroch

- IV condesa: Francisca Melchora Remírez de Laredo y Encalada (Lima, 1749-Cádiz, 1811).

1. Casó con Antonio de Ulloa y de la Torre-Guiral. Le sucedió su hijo:

- V conde: Antonio José de Ulloa y Remírez de Laredo (San Fernando de Cádiz, 1775-Sevilla, 1840)

1. Casó con Pascuala de Autrán van der Becke. Le sucedió su hijo:

- VI conde: Pedro de Ulloa y Autrán (1806-?)
- VII condesa: María Teresa de Ulloa y Autrán (1800-?)

- VIII condesa: María de los Dolores de Ulloa y Autrán (1802-1870)

1. Casó con Juan José Sánchez de Mendoza. Le sucedió su hija:

- IX condesa: María del Pilar Sánchez de Ulloa (Sevilla, 1835-Madrid, 1900)

1. Casó con José María Redondo y Vélez-Bracho. Le sucedió su hijo:

- X conde: Juan José Redondo y Sánchez (Sevilla, 1870-Madrid, 1943)

1. Casó con María del Carmen Piquenque y Alonso.

### Rehabilitación
El título fue rehabilitado en 1984 por una nieta del X conde:
- XI condesa: María del Carmen Redondo y Casado (Santiago de Compostela, 1934-2006)

1. Casó con Hansruedi Wegmüller.

- Tiene 3 hijos : 
  - Javier Wegmüller Redondo

- - Juan Pablo Wegmüller Redondo

- - Rollando Wegmüller Redondo

Le sucedió su hijo:
- XII conde: Javier Wegmüller y Redondo (Caracas, 1958)

1. Casado con María del Pilar Onega Rodríguez.

El actual heredero es Javier Wegmüller Riera.